# 2268 Szmytowna
2268 Szmytowna eller 1942 VW är en asteroid i huvudbältet som upptäcktes den 6 november 1942 av den finska astronomen Liisi Oterma vid Storheikkilä observatorium. Den har fått sitt namn efter Maria Szmytowna.
Asteroiden har en diameter på ungefär 13 kilometer och den tillhör asteroidgruppen Koronis.